# Villa Gamberaia

## Villa Gamberaia
La Villa Gamberaia, construite dans le style toscan par le marchand florentin Zanobi Lapi au début des années 1600, est située sur le flanc de la colline de Settignano, surplombant la ville de Florence (Italie) et la vallée de l'Arno environnante. 
La villa est célèbre pour la conception unique de ses jardins, aménagés à l'origine par Zanobi Lapi et ses neveux dans la première moitié du XVIIe siècle et conservés jusqu'à aujourd'hui avec peu de changements majeurs. Selon Edith Wharton, la Gamberaia était "probablement l'exemple le plus parfait de l'art de produire un grand effet à petite échelle". Sa conception a inspiré des architectes paysagistes et des architectes de jardin dans le monde entier, notamment Charles Platt, A. E. Hanson et Ellen Shipman aux États-Unis et Cecil Pinsent et Pietro Porcinai en Italie et au Royaume-Uni. En 2010, la Gamberaia a été choisie comme modèle pour le "jardin toscan du RCSF", recréé à Snug Harbor, Staten Island, dans l'État de New York.

## Histoire
La première mention de la propriété remonte à la fin du XIVe siècle et fait référence à la concession à Giovanni Benozzo, en 1398, d'une ferme et d'une maison au lieu-dit Gamberaia par l'abbesse de San Martino a Mensola. Le nom "gamberaia" fait probablement référence à l'élevage de crevettes d'eau douce dans les étangs de la région. Au cours des XVe et XVIe siècles, la famille Gamberelli possédait une maison et des terres, en partie cultivées, en partie plantées de vignobles : Matteo, ses fils, dont les célèbres sculpteurs et architectes Antonio et Bernardo "Rossellino", et leurs descendants.

### L'ère Lapi, 1610 - 1718
En 1610, la propriété a été acquise par Zanobi Lapi, un marchand florentin riche et cultivé, lié à la cour des Médicis. C'est lui et ses neveux qui ont été responsables de la construction de la villa, sur les fondations d'une casa da signore antérieure, et de l'aménagement des jardins qui s'est ensuivi. Les preuves de la propriété et du mécénat des Lapi sont visibles dans une inscription sur l'architrave d'une porte située à l'intérieur de l'entrée est de la villa ("Zenobius Lapius erexit ac fundavit A.D. MDCX") et dans les lions héraldiques sculptés sur des vases au-dessus de la porte du gabinetto rustico et dans les sculptures en relief du nymphaeum (ou "grotte de Neptune"). Les documents de l'époque de Zanobi mentionnent une limonaia, une pelouse et des bois d'ilex, qui restent des éléments essentiels du plan du jardin, ainsi que les conduits qui acheminent l'eau des sources situées au-dessus du nymphée vers les différentes fontaines, un système hydraulique complexe qui fonctionne encore aujourd'hui. Les architectes qui ont construit la villa et réalisé l'énorme projet d'ingénierie qui a prolongé la terrasse principale de la villa vers le sud, créant ainsi le long axe nord-sud du terrain de boules et de la zone du parterre, n'ont pas été identifiés. Des études récentes soulignent toutefois la tradition architecturale florentine de Bartolomeo Ammannati, Bernardo Buontalenti et Giovanni Battista Caccini, ainsi que l'influence dans les jardins et les grottes de l'architecte de théâtre Giulio Parigi.

### L'ère Capponi, 1718 - 1854
En 1718, alors que la fortune des Lapi survivants décline, la propriété est divisée entre les familles Capponi et Cerretani. La villa et ses jardins à la française sont passés aux mains de Piero et Vincenzo Capponi, qui ont entrepris de la restaurer. Le plan du domaine des Capponi, ou cabreo, datant d'environ 1725, documente leurs améliorations et embellissements, notamment l'ajout de bustes et de statues (allégories des saisons) dans le gabinetto rustico. La gravure de la villa par Giuseppe Zocchi, incluse dans ses Vedute delle Ville e d'altri luoghi della Toscana de 1744, dépeint sa belle façade faisant face à Florence, la série de terrasses sur lesquelles la maison et les jardins ont été construits, la plantation récente de jeunes cyprès le long de la route d'entrée et du bord sud de l'allée du jardin, et les écrans de la fontaine. Deux autres gravures montrent la porte d'entrée sur la via del Rossellino et les routes de campagne qui longent la villa au nord-est. Les gravures de Zocchi étaient particulièrement populaires parmi les visiteurs du Grand Tour et révèlent le prestige international croissant de la Gamberaia.

### La seconde moitié du XIXe siècle
Au cours de la seconde moitié du XIXe siècle, après la vente de la villa en 1854 par le dernier propriétaire Capponi à un français originaire de la Guadeloupe, Pierre Favreau, la propriété changea de mains à plusieurs reprises et, dans les années 1890, elle semblait de plus en plus négligée. Carlo Placci, Serge Wolkonski et Gabriele D'Annunzio, qui ont visité les jardins dans les années 1890, ont tous noté des signes de décrépitude - bien qu'ils aient également ressenti son atmosphère mystérieuse et poétique. C'est en fait le silence et la tranquillité de l'endroit qui ont attiré la princesse roumaine Catherine Jeanne Ghyka, sœur de la reine Nathalie de Serbie, et l'ont incitée à acheter la villa en 1896. 

### Les femmes de la Gamberaia, 1896-1952
Au cours des années suivantes, 1898-1900, la princesse Ghyka entreprit l'intervention la plus audacieuse dans le jardin depuis sa création - et la seule innovation majeure à ce jour - en remplaçant les anciens parterres de fleurs du parterre Capponi, qui s'étaient entre-temps détériorés pour devenir un simple jardin potager, par d'élégants bassins en forme de miroir, bordés de plantes à fleurs colorées. Bien qu'au départ, le nouveau projet ait suscité à la fois des critiques et des applaudissements, le parterre d'eau est rapidement devenu l'élément emblématique de la Gamberaia, peint, photographié et étudié par des artistes, des architectes et des amateurs de jardinage du monde entier. 
Les jardins étaient également un lieu de rencontre privilégié pour les amis et les familles du Pr Ghyka et de sa compagne américaine, l'artiste Florence Blood, ainsi que pour les expatriés anglo-américains et européens qui avaient élu domicile sur les collines de Settignano et de Fiesole, parmi lesquels Benard et Mary Berenson à la Villa I Tatti, Janet Ross à Poggio Gherardo, Vernon Lee à Il Palmerino, et Sybil Cutting et Geoffrey Scott à la Villa Médicis. Parmi les voisins et les visiteurs figuraient également Leo et Nina Stein, Neith Boyce et son mari Hutchins Hapgood, l'artiste Edward Bruce, le scénographe et costumier Léon Bakst, le sculpteur Adolf von Hildebrand, les collectionneurs de Cézanne Egisto Fabbri et Charles Loeser, ainsi qu'Arthur Acton. Comme le rappellera plus tard Bernard Berenson, "pendant des années, Gamberaia est resté l'un des fari [phares], l'un des lieux de prédilection de ma vie "
La Première Guerre mondiale et la révolution russe ne tardent cependant pas à bouleverser le mode de vie tranquille et relativement insouciant des deux femmes de la Gamberaia. En 1925, Florence Blood meurt des suites d'une longue maladie contractée lors de son service hospitalier en France pendant la guerre et la princesse Ghyka, qui a perdu la plupart de ses terres et de leurs revenus pendant la révolution russe, vend la villa et se retire dans une maison plus petite située à proximité. On dit qu'elle n'approuva pas les changements que la nouvelle propriétaire, l'Américaine Maud Cass Ledyard, veuve du diplomate allemand Baron von Ketteler, apporta au parterre, où les bordures fleuries des bassins furent remplacées par des buis taillés et des ifs et cyprès sculptés, créant ainsi un effet plus formel, toujours vert et architectonique dans le style néo-Renaissance. 
Pendant la Seconde Guerre mondiale, la villa fut expropriée par le gouvernement fasciste (comme d'autres propriétés dans toute l'Italie appartenant à des Juifs et à des citoyens de "nations ennemies") et occupée en partie par l'Istituto geografico militare di Firenze et en partie, à partir du printemps 1944, par un commandement allemand. En août, il fut dévasté par un incendie allumé par les forces allemandes en retraite, détruisant la majeure partie de l'intérieur. En 1952, la baronne von Ketteler, qui était retournée aux États-Unis, fit don au Vatican de la propriété qu'elle avait laissée entre les mains de son concierge.

### L'histoire récente, de 1954 à nos jours
L'histoire récente de la propriété est liée au nom de Marcello Marchi, un industriel florentin qui a acquis la villa du Vatican en 1954 et qui a travaillé en étroite collaboration avec l'architecte Raffaello Trinci pour reconstruire et rénover la maison et restaurer les jardins. En 1956, ces derniers ont été déclarés d'importance historique et artistique nationale et ont été ouverts au public. Dix ans plus tard, l'architecte et photographe américano-hongrois Balthazar Korab immortalise les jardins dans son célèbre essai photographique, Gamberaia.
En 1994, la propriété est passée aux mains de Franca Marchi (décédée en 1998) et de son mari Luigi Zalum, qui ont continué à améliorer et à mettre en valeur la villa et les jardins et à en faire un lieu d'accueil pour des événements privés et des initiatives culturelles.

## Galerie

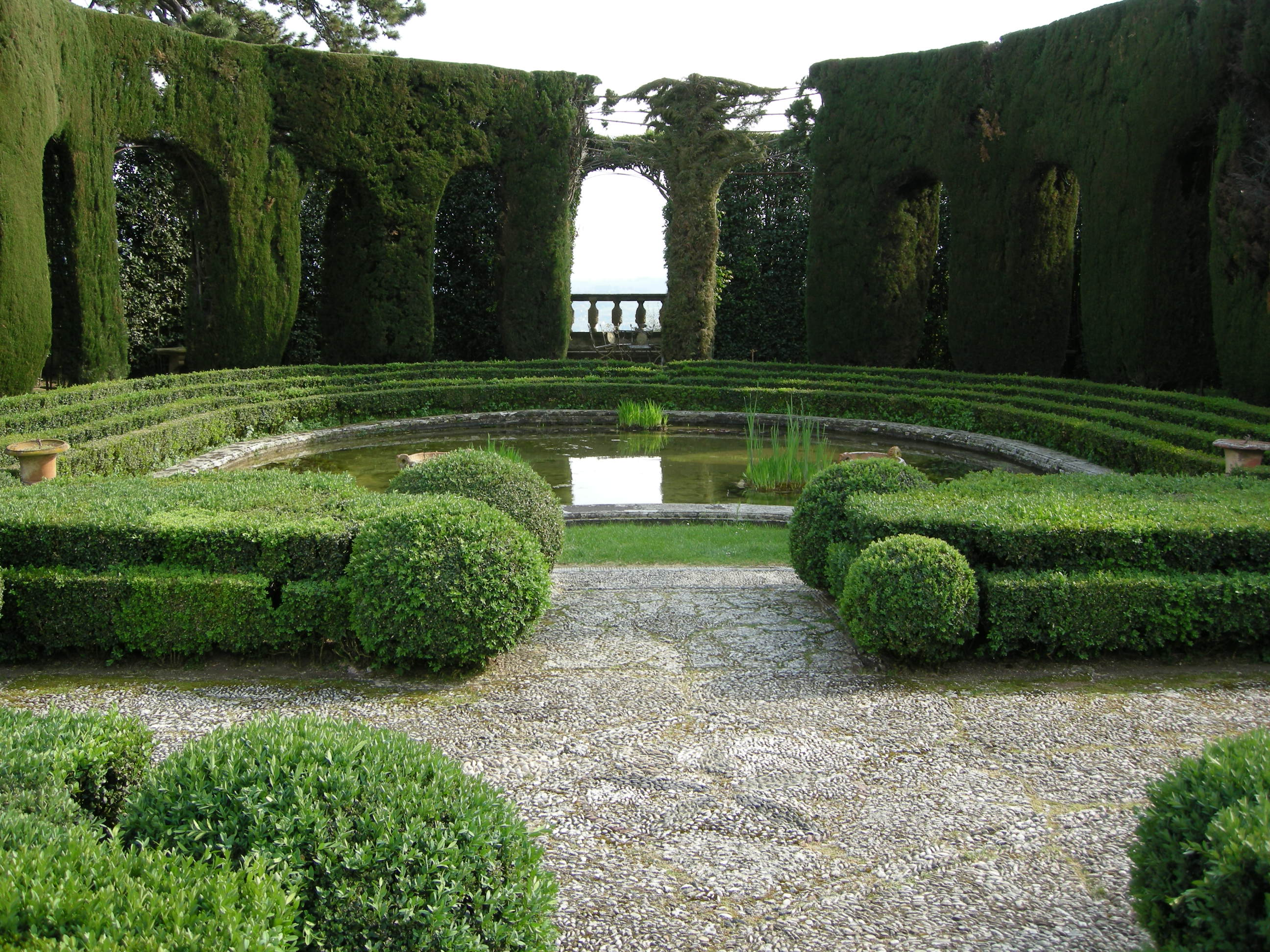
Hémycicle
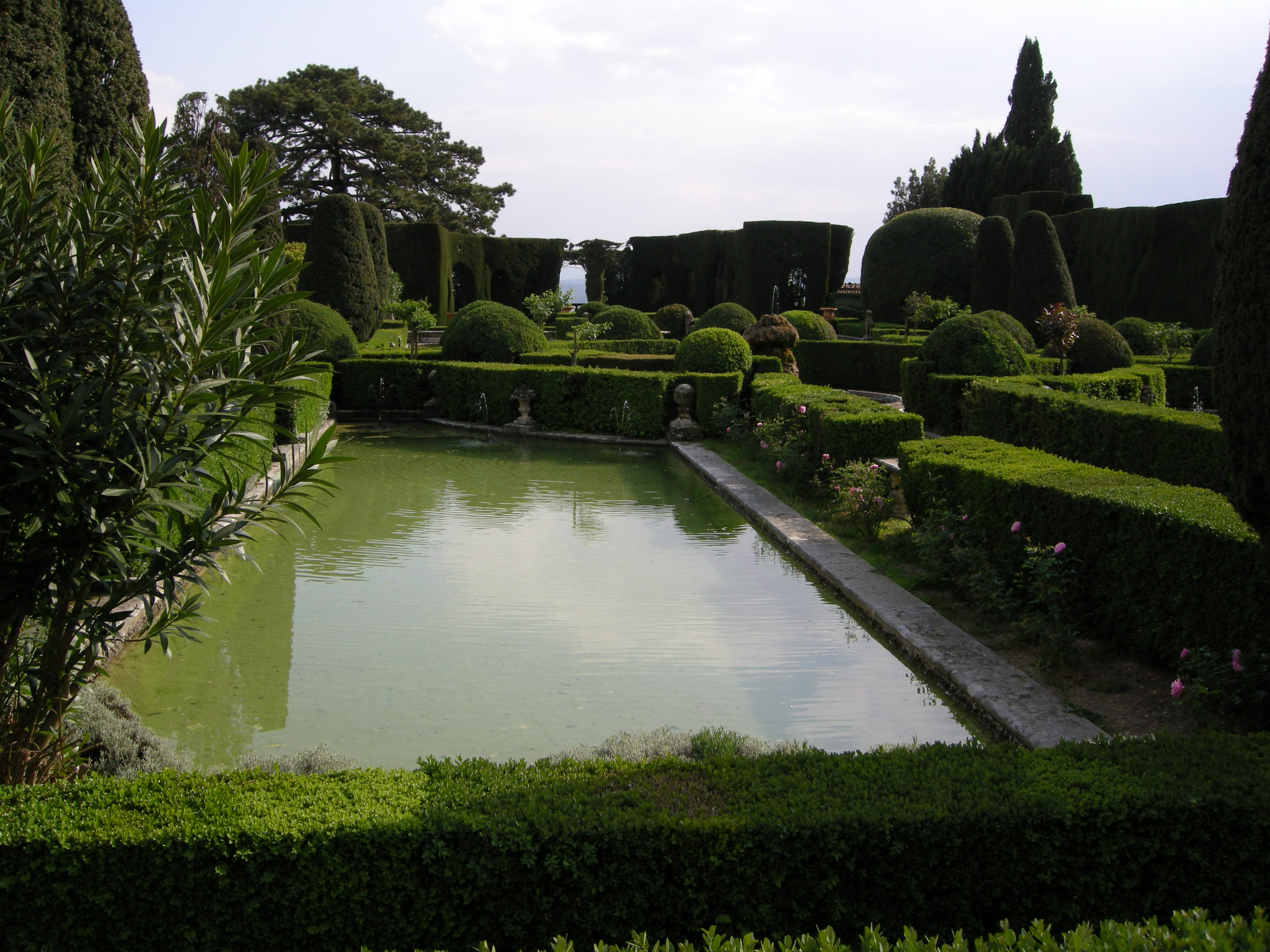
Parterre d'eau
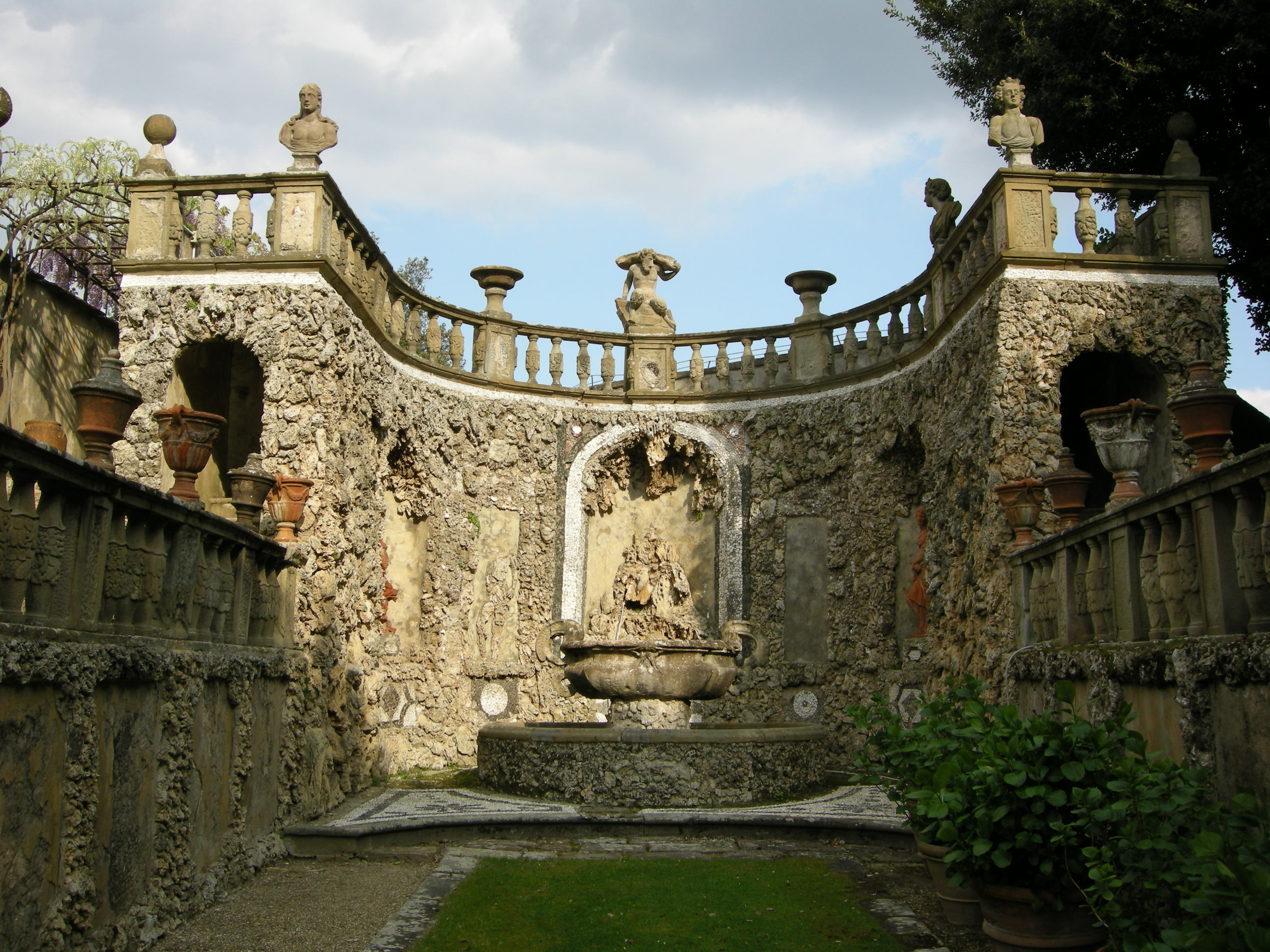
L'armoire rustique
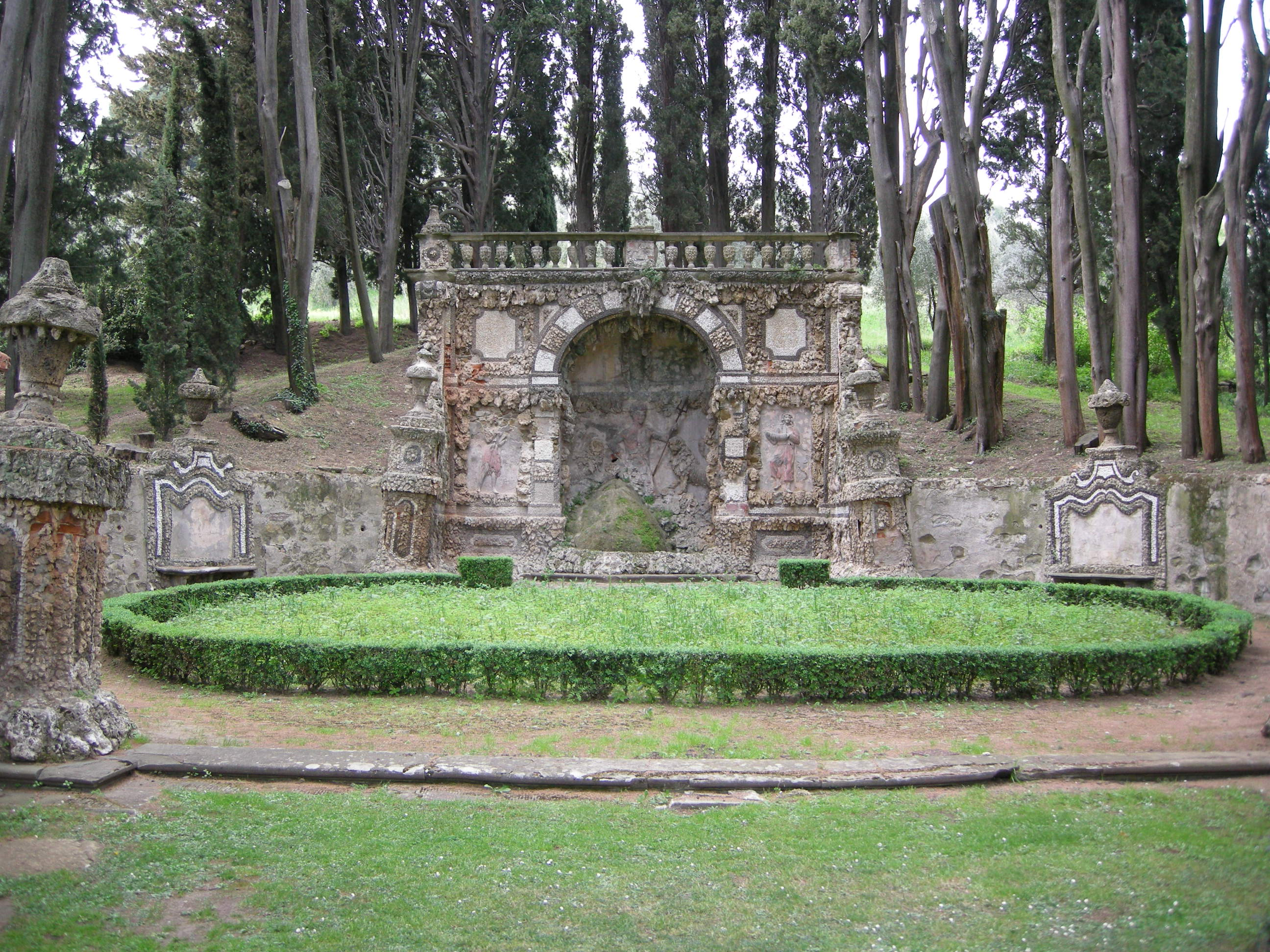
Nymphaeum
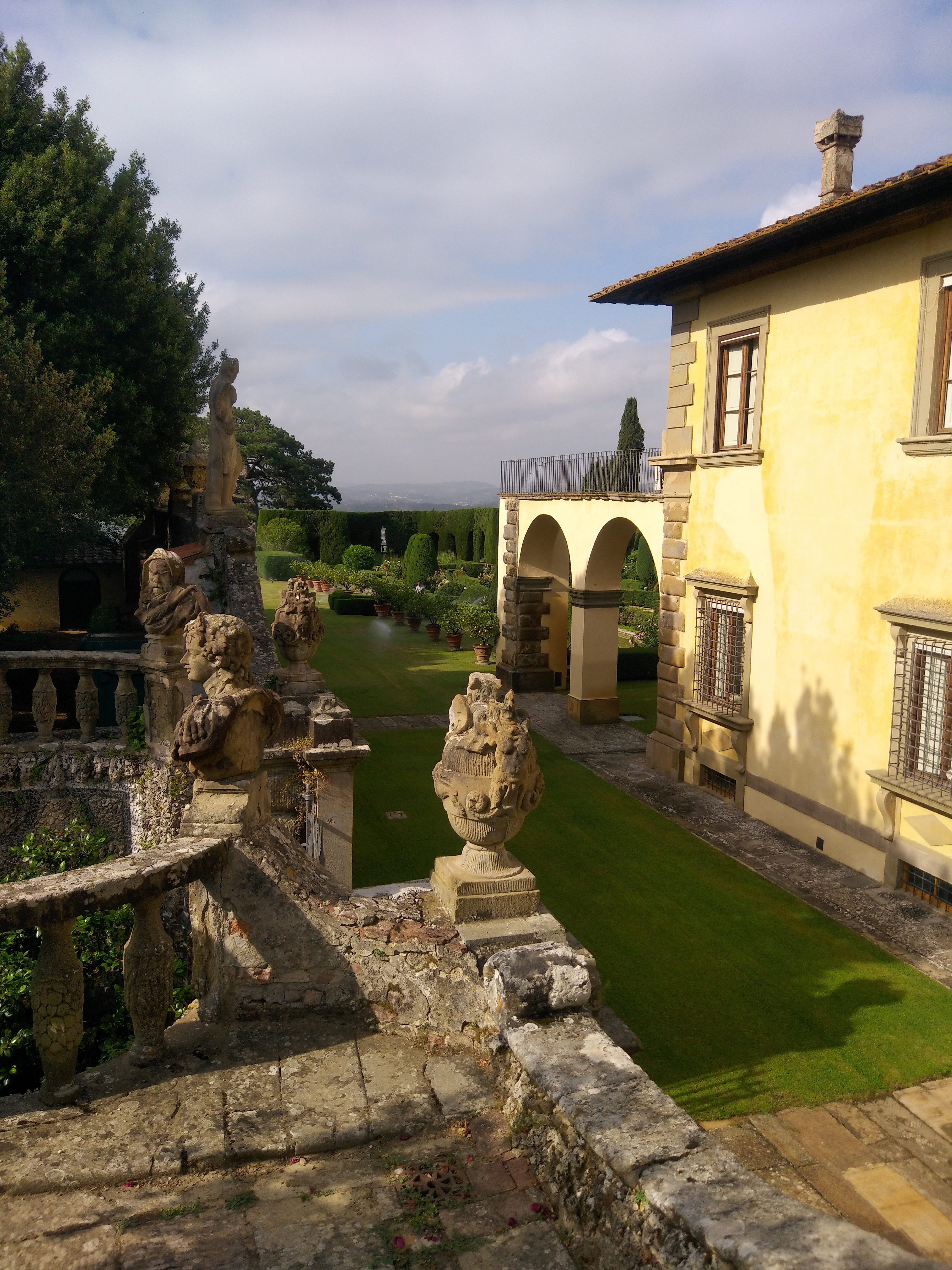
Vue de la terrasse supérieure